# Sergueï Lavrov
Pour les articles homonymes, voir Lavrov.
Sergueï Viktorovitch Lavrov (en russe : Сергей Викторович Лавров [sʲɪrˈgʲej ˈvʲiktərəvʲɪtɕ ɫɐvˈrof]), né le 21 mars 1950 à Moscou (URSS), est un diplomate et homme politique russe. Membre du parti Russie unie, il est ministre des Affaires étrangères depuis 2004.

## Biographie

### Origines et études
Sergueï Lavrov naît à Moscou d'un père arménien originaire de Tbilissi, dont le nom de famille serait Kalantarian. Sa mère russe, originaire de Noguinsk, est fonctionnaire au ministère du Commerce extérieur soviétique. Il étudie à l'école secondaire no 2 de Noguinsk, puis reçoit une médaille d'argent de l'école no 607 (ru) de Moscou avec enseignement renforcé en anglais, à la fin de ses études secondaires.
En 1972, il sort diplômé à Moscou de l'Institut d'État des relations internationales du ministère des Affaires étrangères de l'URSS.
À cette époque, il parle couramment le cinghalais (langue officielle du Sri Lanka), le maldivien (langue officielle des Maldives), l'anglais, et avait un niveau correct en français.
En 1971, Sergeï Lavrov épouse Maria Lavrova.

### Carrière de diplomate
En 1972, il est nommé attaché diplomatique auprès de l'ambassadeur de l'URSS au Sri Lanka. De 1976 à 1981, il travaille au département des organisations internationales du ministère des Affaires étrangères de l'URSS. De 1981 à 1988, il est premier secrétaire, conseiller puis conseiller en chef de la représentation permanente de l'URSS auprès de l'ONU. De 1988 à 1990, il est le chef adjoint du département des relations économiques internationales du ministère des Affaires étrangères de la Russie. De 1990 à 1992, il est le directeur du département des organisations internationales et des problèmes globaux du ministère des Affaires étrangères.
De 1992 à 1994, il est vice-ministre des Affaires étrangères de la fédération de Russie, sous la présidence de Boris Eltsine. De 1994 à 2004, il est le représentant permanent de la fédération de Russie auprès de l'ONU.

### Ministre des Affaires étrangères
Il remplace Igor Ivanov au poste de ministre des Affaires étrangères de la Russie le 9 mars 2004. Il possède le rang d'ambassadeur extraordinaire et plénipotentiaire de Russie.
Il entretient de mauvais rapports avec la secrétaire d'État américaine Condoleezza Rice. Le Daily Telegraph révèle le 12 septembre 2008 que le ministre a employé dans une conversation téléphonique avec son jeune homologue britannique David Miliband, dans le contexte du conflit russo-géorgien en Ossétie du Sud d'août 2008 : « Who are you to fucking lecture me? », ce qui fait la une des tabloïds anglais. Entre 2008 et 2012, sous la présidence de Dmitri Medvedev, plus libéral que son prédécesseur et successeur Vladimir Poutine, Sergueï Lavrov se fait plus mesuré, s'abstenant de critiquer l'intervention militaire franco-britannique en Libye et s'opposant à des lois anti-américaines votées par la Douma.
À partir de 2013, il est particulièrement actif dans la défense d'un statu quo à propos de la guerre civile syrienne en refusant une intervention militaire non encadrée par l'ONU et en signant avec son homologue américain John Kerry à Genève une résolution mettant sous contrôle international les armements chimiques de l’État syrien. La médiation de Lavrov et l'intervention russe en Syrie seront analysées comme un véritable « succès international » pour la Russie. Il n'a par ailleurs pas donné suite à la politique de « reset » (en) entre les États-Unis et la Russie voulue par Barack Obama.
En 2014, il est en première ligne face au secrétaire d'État américain John Kerry, qu'il rencontre plusieurs fois dans le cadre de la crise de Crimée et des suites de la révolution de Maïdan.
Lorsque la Russie attaque l'Ukraine fin février 2022, il continue d'exécuter fidèlement la politique du président russe. Sa crédibilité internationale, longuement construite au fil des décennies, en est grandement affectée. En mars 2022, son intervention à l'ONU est ainsi boycottée par de nombreuses délégations, dont celles des pays occidentaux, en signe de solidarité avec le peuple ukrainien. Il nie également les frappes russes sur une maternité à Marioupol, et rejette la responsabilité sur l'Ukraine.
Le 21 mars 2025, Sergueï Lavrov a été décoré de l'ordre de Saint-André, la plus haute distinction de la fédération de Russie, par le décret présidentiel n° 160 de la fédération de Russie pour ses « services éminents rendus à la Patrie, sa contribution significative au développement et à la mise en œuvre du cours de la politique étrangère de la fédération de Russie, ainsi que de nombreuses années de service public fructueux »,.

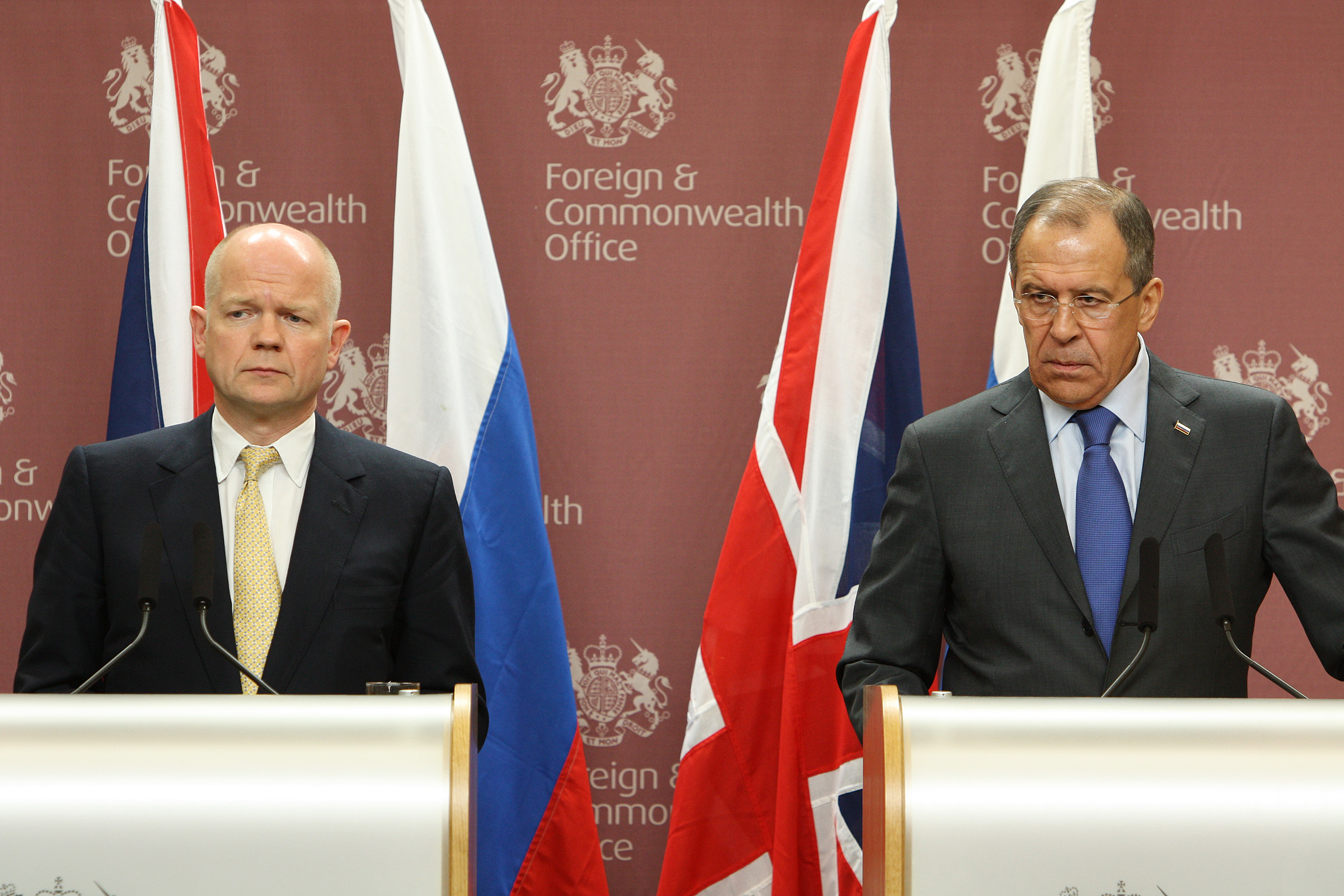
Conférence de presse avec William Hague (2011).
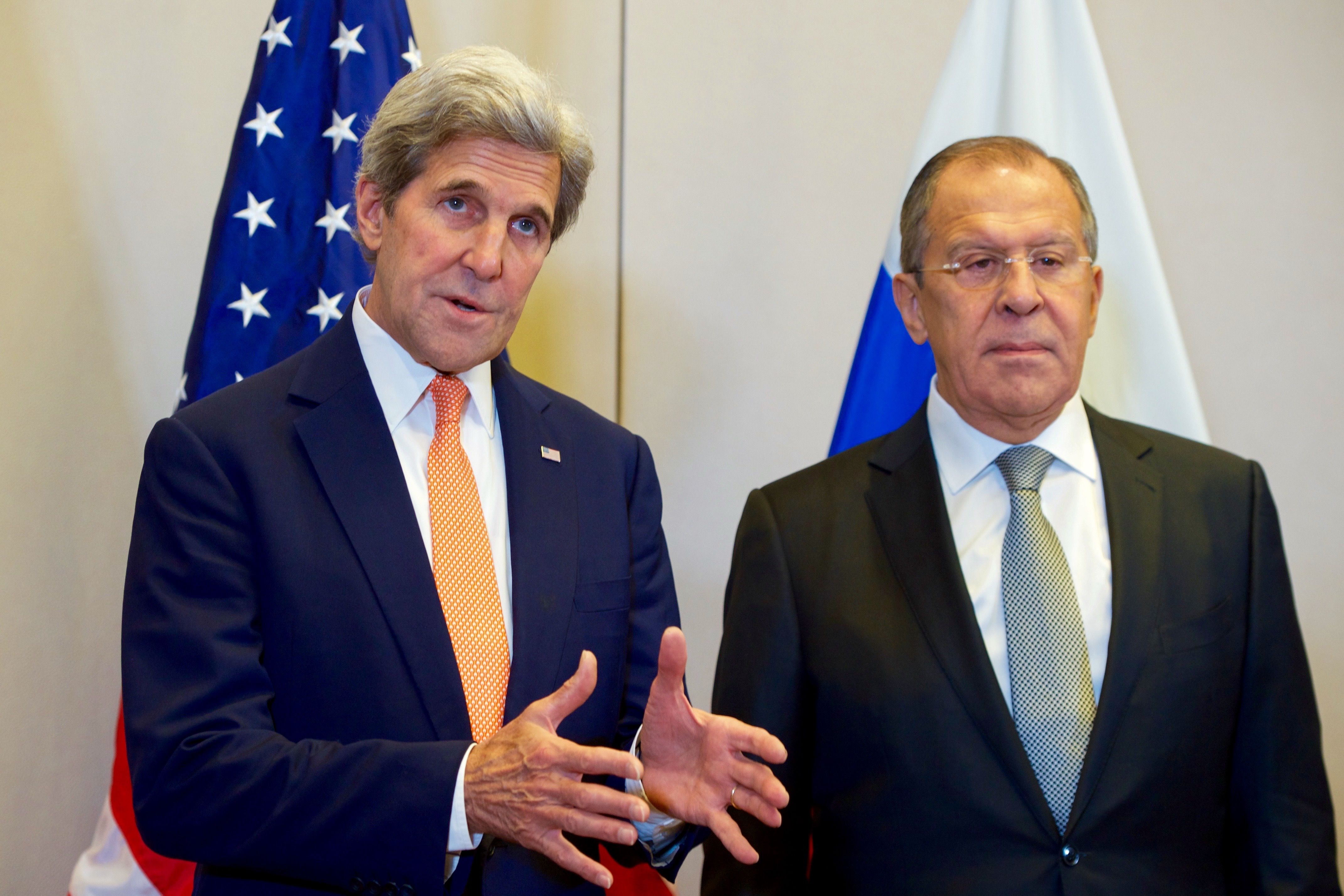
Avec John Kerry en 2016.

## Doctrine politique

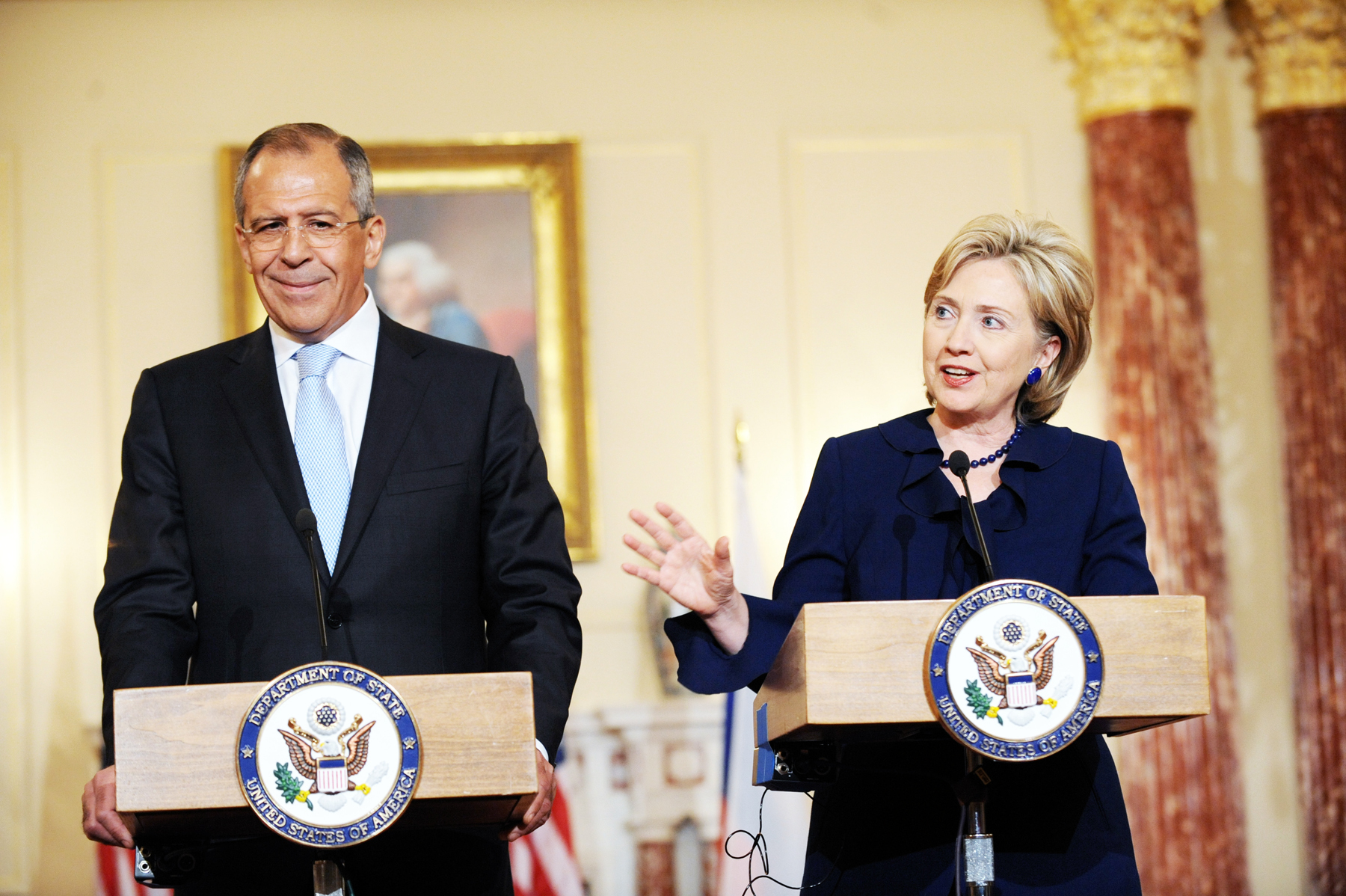
Sergueï Lavrov avec Hillary Clinton (Washington, 7 mai 2009).

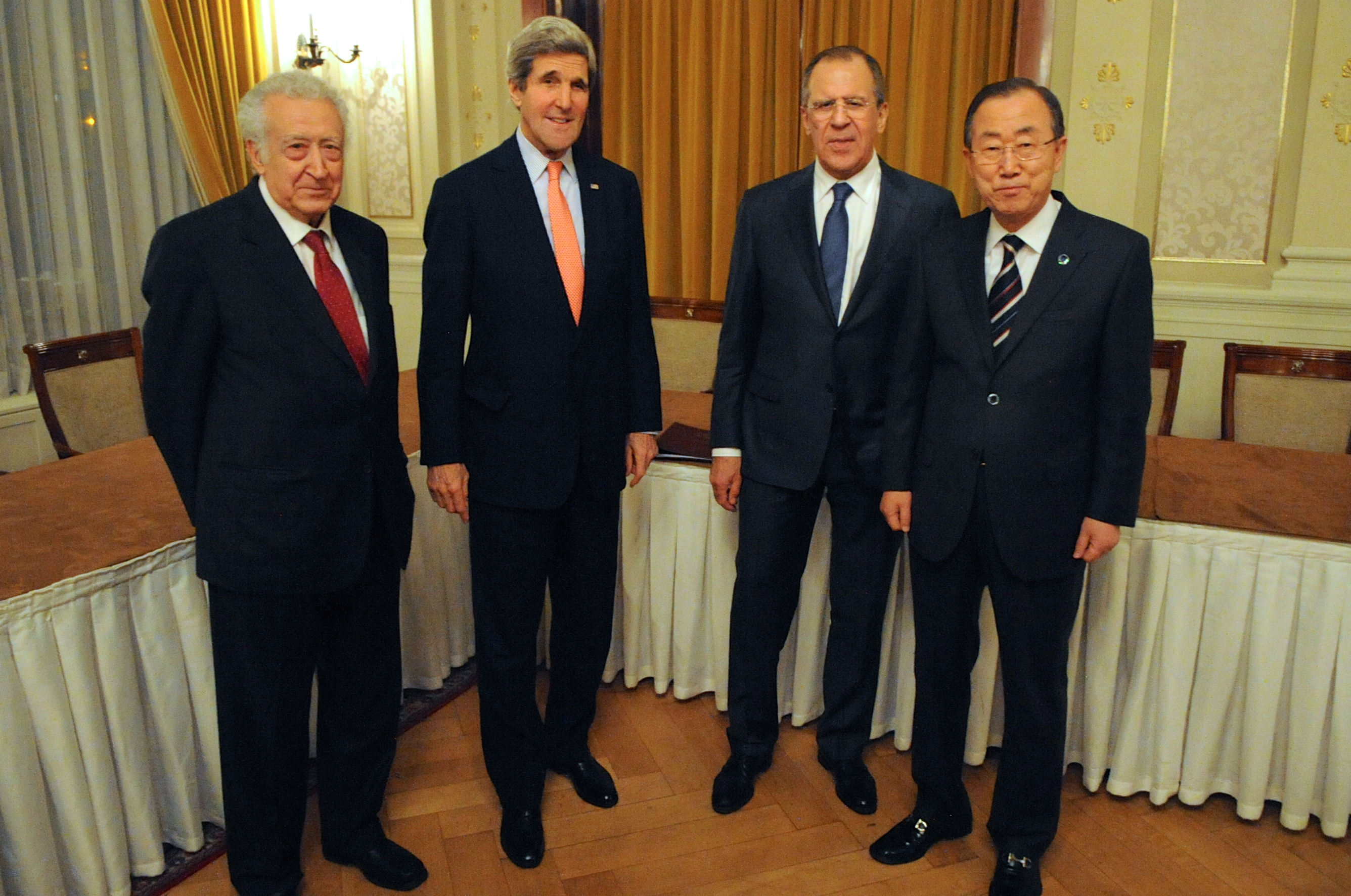
Sergueï Lavrov avec Ban Ki-moon, John Kerry et Lakhdar Brahimi (Montreux, 21 janvier 2014).

Sergueï Lavrov se donne pour modèle Alexandre Gortchakov, ministre des Affaires étrangères d'Alexandre II, qui après la défaite de la guerre de Crimée avait restauré la position de la Russie face aux puissances européennes. Il a été marqué par la gestion américaine de la guerre du Kosovo, confirmant le déclassement international de la Russie. La proclamation unilatérale de l’indépendance du Kosovo (2008) formera un précédent que Lavrov rappellera lors du rattachement de la Crimée à la Russie en 2014,.
Il est l'un des hommes clefs du gouvernement de Vladimir Poutine et l'un des rares dirigeants à occuper un tel poste depuis le début de ses présidences. La Russie, par son entremise, bloque par veto cinq résolutions devant ouvrir la voie à une intervention militaire en Syrie sous couvert de l'ONU, ce qui lui vaut dans les chancelleries occidentales le surnom de « Minister Niet ». Suivant le président russe dans son entreprise de retrouver l'influence de son pays du temps de l'URSS, il est un défenseur résolu de la non-ingérence et de l'inviolabilité des frontières (en particulier lors de la première guerre civile libyenne et de la guerre civile syrienne), ce qui l'a parfois placé dans une situation délicate, notamment après la crise ukrainienne de 2014.
Condamnant l'extension de l'OTAN vers l'Est, « toujours plus près de la frontière russe », il affirme qu'elle constitue « la source de tous les problèmes systémiques qui ont surgi dans les relations que la Russie entretient avec les États-Unis et l'Union européenne » ; c'est à ce titre que l'historien Georges-Henri Soutou le comparait à un « nouveau Metternich ».
Pour Evguenia Obitchkina, professeur au MGIMO, « à la différence des diplomates soviétiques contaminés par l'idéologie, Sergueï Lavrov perpétue la tradition étatiste de la puissance russe et maintient parfaitement le cap fixé par le président ».

## Controverses

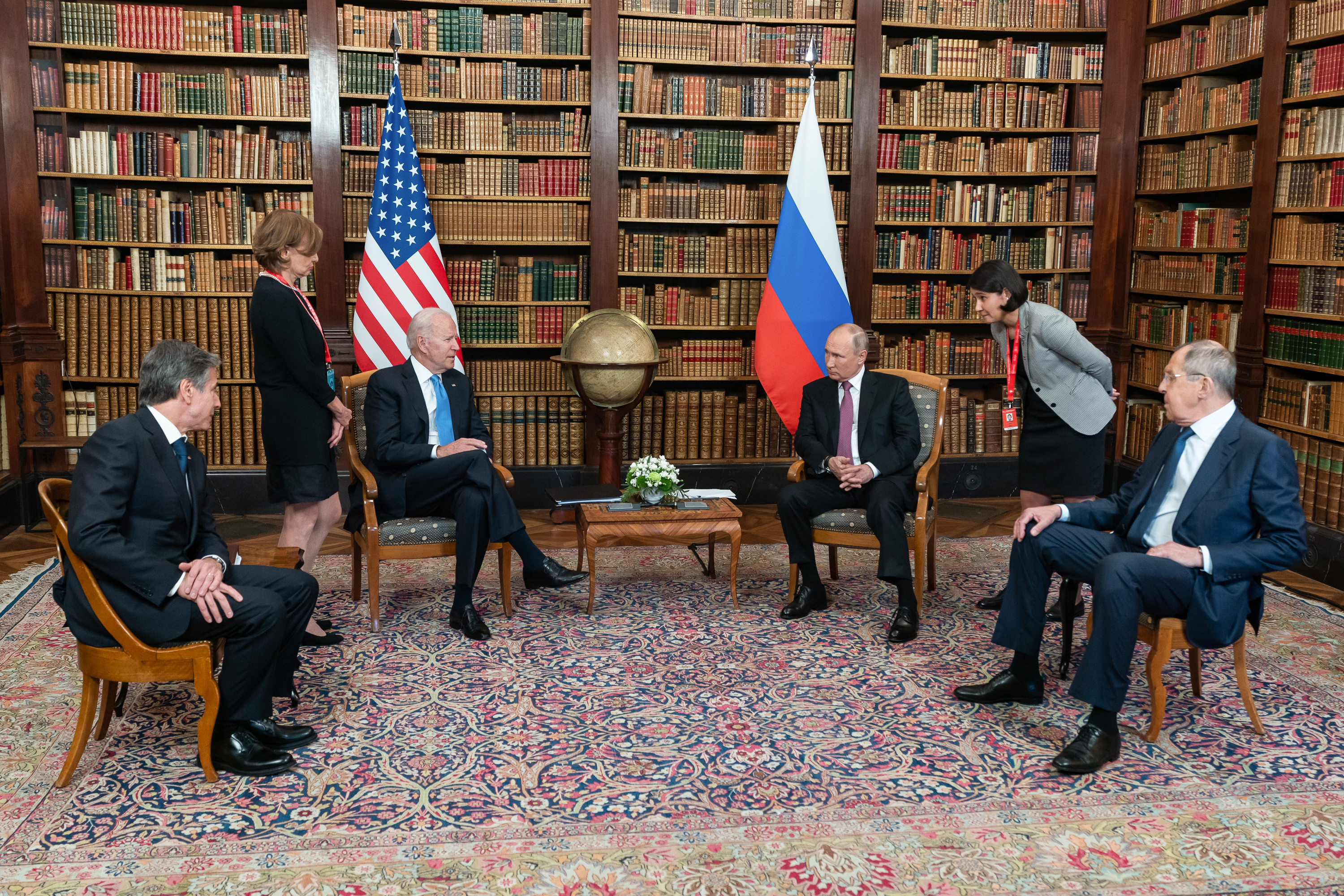
À droite, Sergueï Lavrov avec le président russe Vladimir Poutine, le président américain Joe Biden et Antony Blinken, à gauche (Genève, 16 juin 2021).

### Sanctions
Dans le cadre des sanctions de 2022, sa fille Ekaterina Vinokourova et Polina Kovaleva, fille de sa maîtresse supposée Svetlana Poliakova, sont sanctionnées par les autorités britanniques.

### Antisémitisme
Le 1er mai 2022, lors d'une interview pour la télévision italienne, Sergueï Lavrov déclare à propos du président Zelensky qu'être à la fois juif et nazi n'est pas incompatible, en affirmant que « Hitler avait aussi du sang juif »,,. Israël s'alarme alors de propos « scandaleux, impardonnables et une horrible erreur historique », tandis que le gouvernement ukrainien dénonce des « théories du complot » révélatrices d'un « antisémitisme profondément enraciné au sein des élites russes »,. Le 3 mai, Moscou répond en accusant Israël de soutenir le « régime néonazi de Kiev », en affirmant dans un communiqué que « l'histoire connaît malheureusement des exemples tragiques de coopération entre juifs et nazis »,. Le 5 mai, Israël affirme avoir reçu des excuses de la part de Vladimir Poutine.

## Décorations

Sergey Lavrov recevant le collier de l'ordre de Saint-André de la main du président russe Vladimir Poutine, en signe de haute distinction et d’honneur (Moscou, 22 mai 2025).

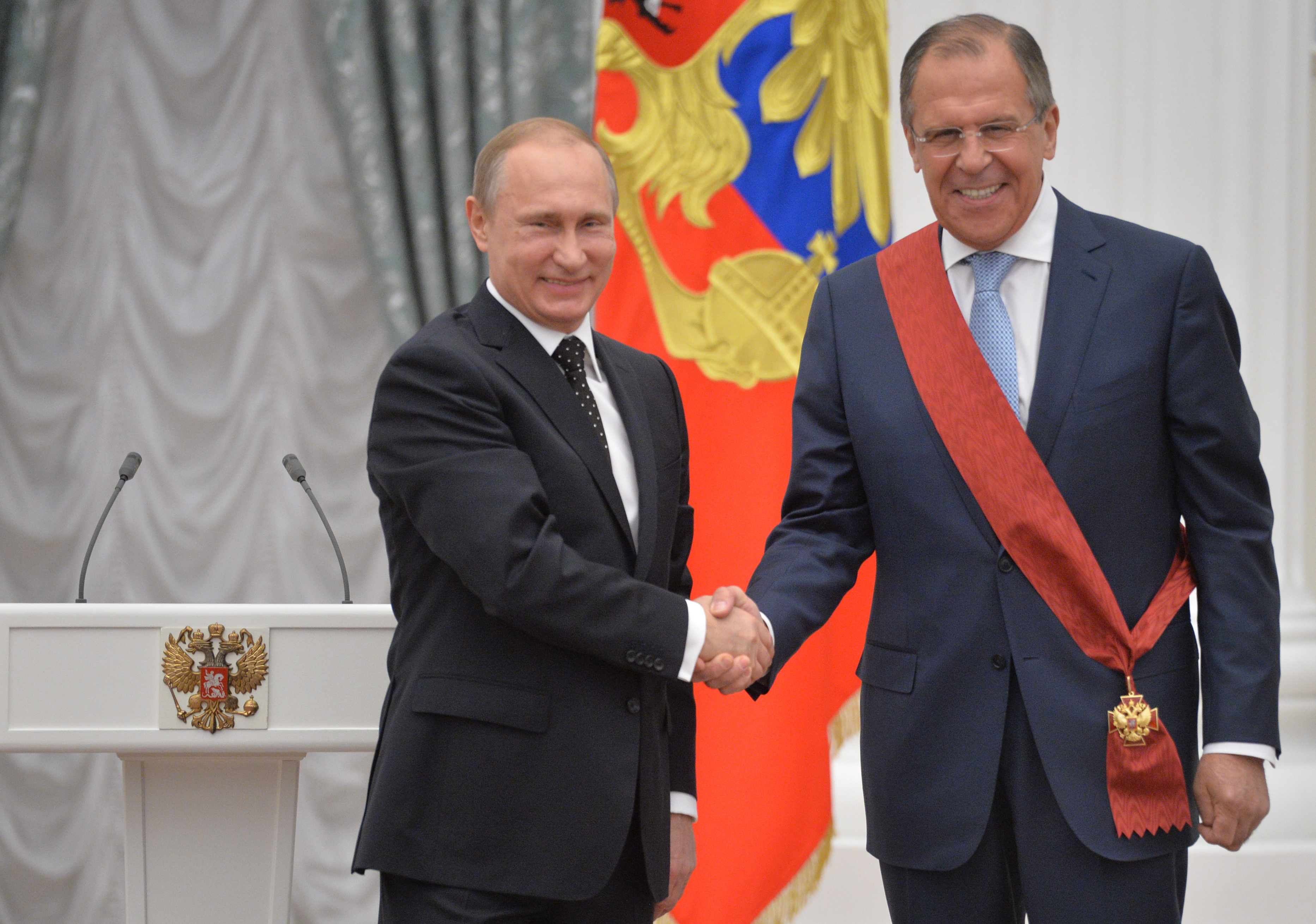
Sergey Lavrov recevant les insignes de la première classe l'ordre du Mérite pour la Patrie de la main du président russe Vladimir Poutine (Moscou, 21 mai 2015).

### Décorations russes
- Collier de l'ordre de Saint-André (2025)[26].
- Héros de la fédération de Russie (2020)[27].
- Médaille Stolypine (2020).
- Première classe de l'ordre du Mérite pour la Patrie (1re classe en 2015, 2e classe en 2010, 3e classe en 2005 et 4e classe en 1998).
- Médaille de la promotion de l'Union économique eurasiatique (2015).
- Médaille de l'Honneur diplomatique (2014).
- Médaille de l'ordre du Mérite de la région de Kaliningrad (2014).
- Médaille de l'ordre de l'Étoile polaire (2012).
- Médaille de l'ordre de l'Honneur (1996)[28]

### Décorations étrangères
- Première classe de l'ordre de l'Honneur ( Abkhazie, 2023).
- Première classe de l'ordre de Saint Mesrop Mashtots (en) ( Arménie, 2010).
- Médaille de l'ordre de l'amitié des peuples (en) ( Biélorussie, 2006).
- Grand commandeur de l'ordre de l'Union de Birmanie (en) ( Birmanie, 2025).
- Commandeur de l'ordre de l'Étalon ( Burkina Faso, 2024)[29].
- Grand-croix de l'ordre Makarios III (en) ( Chypre, 2021)[30].
- Seconde classe de l'ordre du Drapeau national ( Corée du Nord, 2025).
- Collier de l'ordre de la fédération ( Émirats arabes unis, 2021)[31].
- Commandeur avec étoile de l'ordre du Mérite ( Hongrie, 2021).
- Grand-cordon de l'ordre du Léopard (en) ( Kazakhstan, 2021)[32].
- Première classe l'ordre de l'Amitié ( Kazakhstan, 2012[33] ; 2e classe en 2005).
- Médaille de l'ordre Danaker ( Kirghizistan, 2017)[34].
- Commandeur de l'ordre du Mérite civil de Laos (en) ( Laos, 2008).
- Commandeur de l'ordre national du Mali ( Mali, 2023)[35].
- Médaille de l'ordre de la Gloire ( Ossétie du Sud-Alanie, 2010).
- Médaille de l'Ordre de l'amitié ( Ouzbékistan, 2020)[36].
- Grand-croix de l'ordre du Soleil ( Pérou, 2007).
- Collier de l'ordre de la République serbe de Bosnie (en) ( République serbe de Bosnie, 2018)[37].
- Grand-croix de l'ordre de Sainte Agatha (en) ( Saint-Marin, 2019).
- Grand-cordon de l'ordre du drapeau serbe (en) ( Serbie, 2016)[38].
- Médaille l'ordre Vietnamien de l'amitié (en) ( Viêt Nam, 2009).

## Distinctions
- Docteur honoris causa de l'université d'État d'Erevan.
- Docteur honoris causa de l'université du Pirée.
- Docteur honoris causa de l'université de Tromsø.